# رادیسون بلو هتل هامبورگ
رادیسون بلو هتل هامبورگ (انگلیسی: Radisson Blu Hotel Hamburg) ساختمان ۳۲ طبقه با کاربری هتل، متعلق به گروه رادیسون هتل و مستقر در شهر هامبورگ، آلمان است، که در سال ۱۹۷۳ احداث گردید.